# L'equilibrista
L'equilibrista è un album di Pupo del 2004.

## Tracce
1. L'equilibrista
2. Lo devo solo a te
3. Un uomo nuovo
4. Tradimento
5. Vita d'artista
6. Don Raffaè
7. Sei caduto anche tu
8. Così per sempre
9. Rouge et noir
10. Dove sarai domani
11. Su di noi
12. Un amore grande
13. Forse
14. Firenze S. Maria Novella

- Gelato al cioccolato (ghost track)

## Formazione
- Pupo - voce
- Carlo Ballantini - chitarra acustica, cori, chitarra elettrica
- Daniele Benedetti - tastiera, cori
- Roberto Tiezzi - basso, contrabbasso
- Roberto Bichi - batteria, percussioni
- Marco Pezzola - tastiera, programmazione, pianoforte
- Sabina Ciabucchi - cori